# Horace-Bénédict de Saussure
Horace Bénedict de Saussure (født 17. februar 1740 i Chêne-Bougeries, død 22. januar 1799 i Genève) var en schweizisk naturforsker, der gjorde studiet af de geologiske, meteorologiske, fysiske og plantegeografiske forhold i Alperne og Jurabjergene til sit livs opgave og beskrev resultaterne af sine studier i det store Værk Voyages dans les Alpes (4 Bd, 1779—96).